# Salon parisien de 1822
Pour les autres Salons parisiens, voir Salon.

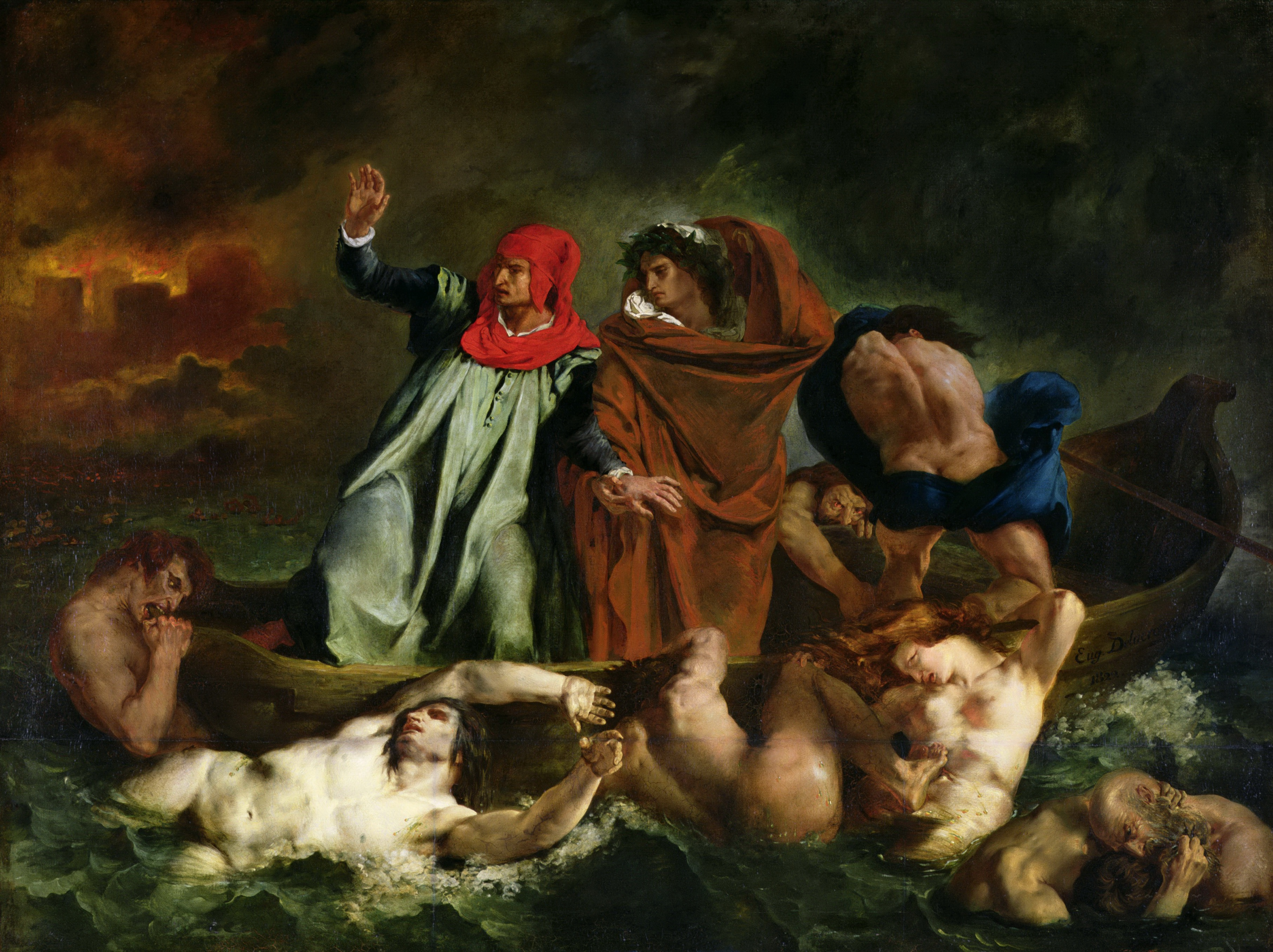
Eugène Delacroix, La Barque de Dante ou Dante et Virgile aux enfers, l'une des œuvres marquantes présentées au Salon de 1822.

Le Salon de 1822 est une exposition de peinture, sculpture, architecture et gravure des artistes contemporains qui fut organisée à  Paris, au musée du Louvre. Il fut inauguré le 24 avril 1822.

## Livret
Un catalogue fut publié sous le titre " Explication des ouvrages de peinture, sculpture, architecture et gravure des artistes vivans, exposé au musée royal des arts, le 24 avril 1822 ", Paris, C. Ballard, imprimeur du roi, rue J.-J. Rousseau, n° 8, 1822.
Ce livret de 186 pages comporte
- pour la peinture : 1 348 numéros, plus des œuvres au supplément du n° 1 690 au n° 1 713, dont le n° 169 qui est en bis, en ter et en quater.
- pour la sculpture : du n° 1 349 au n° 1 504, plus deux œuvres au supplément numéroté 1 714 et 1 715.
- pour la gravure : du n° 1 505 au n° 1 675.
- pour l'architecture : du n° 1 676 au n° 1 689.

## Œuvres

### Peinture
| Numéro | Image | Auteur                                 | Titre, matériau, dimensions | Lieu de conservation et numéro d'inventaire                                                          | Commentaires | Références        |  |
| ------ | ----- | -------------------------------------- | --- | --- | --- | ----------------- |  |
| 2      |       | Alexandre-Denis Abel de Pujol          | Joseph expliquant les songes de l’échanson et du panetier de Pharaon huile sur toile, 263 × 326 cm                                               | Lille, palais des Beaux-Arts P 540                                                                   | Le livret du salon indique que le tableau appartient au Ministère de l'Intérieur.                                                                                                   | Musée             |  |
|        |       |                                        | | | |                   |  |
| 16     |       | Jean-Joseph Ansiaux                    | Saint Jean reprochant à Hérode sa conduite licencieuse avec Hérodiade huile sur toile, 277 × 326 cm                                              | Lille, palais des Beaux-Arts P 460                                                                   | | Musée             |  |
|        |       |                                        | | | |                   |  |
| 37     |       | Louis-Julien-Jean Aulnette du Vautenet | Blanche de Castille huile sur toile, 92 × 130 cm                                                                                                 | Rennes, musée des Beaux-Arts INV 849.2.1                                                             | | Joconde           |  |
| 194    |       | Rosalie Caron                          | Une jeune femme sortant du bain, figure d’étude huile sur toile, 91 × 72 cm                                                                      | Collection privée                                                                                    | |                   |  |
| 230    |       | Sophie Chéradame                       | Portrait de Guilbert de Pixérécourt huile sur toile, 147,5 × 115 cm                                                                              | Nancy, musée des Beaux-Arts de Nancy INV 154                                                         | | Musée             |  |
| 263    |       | Marie-Philippe Coupin de La Couperie   | Valentine de Milan pleurant son époux, Louis d'Orléans                                                                                           | Blois, musée des beaux-arts                                                                          | |                   |  |
| 309    |       | Eugène Delacroix                       | Dante et Virgile conduits par Plégias, traversent le lac qui entoure les murailles de la ville infernale de Dité huile sur toile, 189 × 241,5 cm | Paris, musée du Louvre INV 3820 ; L 3837                                                             | Tableau connu aujourd'hui sous le titre de La Barque de Dante | Musée             |  |
|        |       |                                        | | | |                   |  |
| 311    |       | Frédéric Delanoë                       | La mort de Procris huile sur toile | | |                   |  |
| 320    |       | Pierre-Louis Delaval                   | Chinois prenant le frais sur une terrasse au bord de la mer huile sur toile, 217 × 142 cm                                                        | Port-Louis, musée de la Compagnie des Indes, dépôt du château de Versailles                          | | musée             |  |
| 348    |       | Constant Joseph Desbordes              | Une scène de vaccine huile sur toile, 112,5 × 141 cm                                                                                             | Douai, musée de la Chartreuse D.1890.1.1                                                             | | Musenor           |  |
| 378    |       | Rosalie Drouot                         | Portrait de l’auteur, grande aquarelle aquarelle et gouache sur papier, 28,7 × 21 cm                                                             | Collection particulière                                                                              | | [ 1 ]             |  |
|        |       |                                        | | | |                   |  |
| 452    |       | Julie Duvidal de Montferrier           | Eve huile sur toile, 73 × 60 cm | Paris, École nationale supérieure des beaux-arts MU 1997                                             | | Musée             |  |
| 454    |       | Julie Duvidal de Montferrier           | Bacchus enfant huile sur toile, 61 × 50 cm | Orléans, musée des Beaux-Arts                                                                        | |                   |  |
|        |       |                                        | | | |                   |  |
| 595    |       | Marie-Éléonore Godefroid               | Portrait des sœurs Louise Christine et Louise Emilie de Lafontaine huile sur toile, 51 × 61 cm                                                   | Collection privée                                                                                    | Exposé sous le titre Portrait de deux jeunes personnes dans le même tableau. Double portrait des filles du peintre Pierre-Maximilien Delafontaine. Vente Paris, Tajan, 11 juin 2025 | Turquin (archivé) |  |
| 605    |       | Adrienne Grandpierre-Deverzy           | Intérieur d’atelier de peinture huile sur toile, 96 × 129 cm                                                                                     | Paris, musée Marmottan Monet inv. 892                                                                | | Musée             |  |
|        |       |                                        | | | |                   |  |
| 670    |       | Hortense Haudebourt-Lescot             | Un enfant se regardant dans un miroir huile sur toile, 41 × 32,5 cm                                                                              | Collection particulière                                                                              | | [ 2 ]             |  |
| 671    |       | Hortense Haudebourt-Lescot             | Le marchand de reliques huile sur toile, 52,7 × 41,3 cm                                                                                          | Collection particulière                                                                              | | [ 3 ]             |  |
| 677    |       | Hortense Haudebourt-Lescot             | Une jeune dame et sa fille portant des secours à une famille indigente                                                                           | Collection particulière                                                                              | Gravé sous le titre La Dame de Charité par Jean Marie Leroux. |                   |  |
| 680    |       | Hortense Haudebourt-Lescot             | Le compte avec l’hôte papier marouflé sur toile, 32,5 × 40,5 cm                                                                                  | Collection particulière                                                                              | |                   |  |
|        |       |                                        | | | |                   |  |
| 687    |       | Louis Hersent                          | Ruth et Booz huile sur toile, 127 × 160 cm | Collection particulière                                                                              | Vente Paris, Ader, 15 juin 2021, lot 42. |                   |  |
|        |       |                                        | | | |                   |  |
| 705    |       | Hilaire Ledru                          | Piété envers la vieillesse huile sur toile, 116 × 90 cm                                                                                          | Lille, palais des Beaux-Arts P 1005                                                                  | | Musée             |  |
|        |       |                                        | | | |                   |  |
| 758    |       | Aurore de Lafond de Fénion             | Fleurette à la fontaine de la Garenne huile sur toile, 65 × 55 cm                                                                                | Collection particulière                                                                              | Vente Fontainebleau, Osenat, 2 février 2020, lot 121. |                   |  |
| 913    |       | Jean-Baptiste Mauzaisse                | Plafond de la salle carré attenante à la salle ronde à l'extrémité de la galerie d'Apollon.                                                      | Paris, musée du Louvre                                                                               | Le titre actuel est ː Le Temps montrant les ruines qu'il amène et les chefs-d'œuvre qu'il laisse ensuite découvrir.                                                                 |                   |  |
| 1161   |       | Gillot Saint-Evre                      | Miranda fait une partie d'échecs avec Ferdinand, qu'elle accuse, en plaisantant, de tricher huile sur toile, 114,5 × 138 cm                      | Paris, musée de la Vie romantique                                                                    | | Paris Musées      |  |
|        |       |                                        | | | |                   |  |
| 1190   |       | Eugénie Servières                      | Inès de Castro et ses enfans se jettent aux pieds du roi don Alphonse pour obtenir la grâce de don Pèdre huile sur toile, 115,3 × 142,5 cm       | Versailles, musée national du château de Versailles                                                  | | Musée             |  |
| 1193   |       | Eugénie Servières                      | Maleck-Adhel attendant Mathilde au rendez-vous qu’elle lui a donné dans le tombeau de Josselin de Montmorency huile sur toile                    | Brest, musée des Beaux-Arts de Brest                                                                 | | Musée             |  |
| 1258   |       | Henri Édouard Truchot                  | Convoi d’Isabeau de Bavière | Localisation inconnue, disparu dans le sac du Palais-Royal en 1830, gravé par Isidore Laurent Deroy. | Une réplique ou l'original passa en vente à Paris, Collection de M. Jean Lafont, Paris, Christie's / Thierry de Maigret, Drouot, 21 septembre 2017, lot 196.                        |                   |  |
| 1713   |       | Horace Vernet                          | Joseph Vernet attaché à un mât étudie les effets de la tempête (en) huile sur toile, 336 × 275 cm                                                | Avignon, musée Calvet                                                                                | |                   |  |

- N° 398, Jean-Louis Ducis, Les Arts sous l'emprise de l'amour, La Poésie, La Musique, La Peinture et La Sculpture... Ces quatre tableaux appartiennent à Madame la Duchesse de Berry. Cette série est conservée à Limoges, musée de l'Évêché.
- N° 939, Charles Meynier, Sujet allégorique du plafond de la salle qui précède le grand salon d'exposition du Musée Royal. Un long texte décrit ce plafond du Louvre qui est toujours en place salle Duchatel (salle 259).
- N° 1000, Jacques-Augustin-Catherine Pajou, Portrait de M. G*** , Localisation inconnue.
- No 1259 : Henri Édouard Truchot  Intérieur du grand escalier du palais de Monseigneur le duc d’Orléans, au Palais royal (les figures sont de Leprince).  Lors du salon, cette œuvre est citée par le critique se cachant sous le nom de Nicaise (Cf. Critiques du Salon) ː « Ce tableau fait honneur à deux peintres. Il est plein de vérités dans l'architecture, ainsi que dans les figures qui sont de M. Xavier Leprince ».
- No 1260 : Henri Édouard Truchot Vue du Mont-Saint-Michel au péril de la mer, en Normandie. "Les Anglais en 1423 assiégeaient ce rocher ; maîtres de plusieurs parties très-importantes du château, ils étaient parvenus jusque sur la plateforme où se trouve l'escalier qui conduit à l'abbaye, Lorsque Jean Delahaye, chevalier Breton, les arrêta, et défendit seul ce passade avec une intrépidité qui les étonna. Il fut bientôt secouru dans un combat si inégal : les Anglais furent repousses, abandonnèrent deux pièces de canon et se rembarquèrent. Le château était défendu par cent dix-neuf gentilshommes Bretons dont l'histoire a conservé les noms. (M. d. R.)».
- No 1261 : Henri Édouard Truchot  Henri, comte de Bouchage, frère puiné du duc de Joyeuse, dans l'intérieur du cloître. "Vicieux, pénitent, courtisan, solitaire, il prit, quitta, reprit la cuirasse et la haire".
- No 1262 : Henri Édouard Truchot Intérieur de chapelle. "Clodoalde, connu dans la légende sous le nom de Saint-Cloud, se cacha dans les lieux qui portent ce nom aujourd'hui. Ce jeune prince y coupa ses cheveux au pied des autels ; renonçant au diadème des rois, il voulut mériter l'auréole des saints. Ces deux tableaux appartiennent à Mme la marquise de Lauriston".
- No 1263 : Henri Édouard Truchot Intérieur de l'église abandonnée des prés Saint-Gervais, près Paris.
- No 1264 : Henri Édouard Truchot  Vue de l’église de Cantorbéry en Angleterre. "Ce tableau appartient à M. le comte d’Houdetot".
- No 1265 : Henri Édouard Truchot Restes d'un monument d'architecture saxonne attenant à l'abbaye de Cantorbéry, en Angleterre. "Ce tableau appartient à M. du Sommerard".

### Sculpture
| Numéro | Image | Auteur                           | Titre, matériau, dimensions                                             | Lieu de conservation et numéro d'inventaire                       | Commentaires                                                                | Références |
| ------ | ----- | -------------------------------- | ----------------------------------------------------------------------- | ----------------------------------------------------------------- | --------------------------------------------------------------------------- | ---------- |
|        |       |                                  |                                                                         |                                                                   |                                                                             |            |
| 1356   |       | Jean Baptiste Joseph De Bay père | Buste en marbre de M. le comte Alcide, D. L. R. buste, marbre           | Detroit Institute of Arts 78.12                                   | Portrait d'Alcide de La Rivallière.                                         | Musée      |
|        |       |                                  |                                                                         |                                                                   |                                                                             |            |
| 1377   |       | Julie Charpentier                | Clémence Isaure, institutrice des jeux floraux à Toulouse buste, marbre | Toulouse, musée des Augustins Ra : 940 ; FNAC PFH-1765 ; D 1835 2 |                                                                             | Musée      |
| 1383   |       | Jean-Pierre Cortot               | Pierre Corneille, statue en marbre marbre                               | Rouen, mairie FNAC PFH-6533                                       |                                                                             | FNAC       |
| 1384   |       | Jean-Pierre Cortot               | Sainte-Catherine                                                        |                                                                   | Version en marbre (1825) dans l'église Saint-Gervais-Saint-Protais de Paris |            |
| 1385   |       | Jean-Pierre Cortot               | Soldat grec annonçant la victoire de Marathon plâtre                    | Musée de Semur-en-Auxois                                          | Version en marbre (1834) au musée du Louvre.                                |            |
|        |       |                                  |                                                                         |                                                                   |                                                                             |            |
|        |       |                                  |                                                                         |                                                                   |                                                                             |            |

## Critiques du Salon
Comme pour chaque Salon de nombreuses publications commentèrent cette exposition.
- Adolphe Thiers, Salon de 1822, ou Collection des articles insérés au Constitutionnel, sur l'exposition de l'année : de cette année, Paris, Marada, 1822, p. 43 : La première impression produite par le salon n'a pas été favorable, parce que long-temps promis il était désiré avec impatience, et que la longue attente est difficile à satisfaire. Les maîtres ont laissé le pas à leurs élèves, et ceux-ci ont essuyé seuls la première rigueur du public, toujours si grande et si injuste. M. Gérard n'a pas pu donner sa Corinne dès l’ouverture ; M. Hersent n’avait pas achevé Ruth et Booz ; M.Paulin Guérin travaillait à son Anchise ; M. Gros ne s'est pas fait attendre ; distrait sans doute par de grandes fresques ; il n'a pas été aussi heureux que dans ses précédents ouvrages ; M. Girodet se livre à un repos que lui reprocheront tous les amis de son grand talent ; M. Horace Vernet est hors du salon ; David est hors de France, et sa tête blanchit sous un ciel sans éclat et sans chaleur. C'est donc en l'absence des maîtres que s'est ouvert le salon...
- Nicaise, Observateur au Salon de 1822, dialogue mêlé de couplet. Nº Ier: . On trouvera dans cette livraison un abrégé de la description des sujets peints à fresque, Paris, Hardy, 1822.